# Trechus
Trechus (лат. , от др.-греч. τρέχω «бежать») — род жужелиц из подсемейства Trechinae.

## Описание
Передние голени снаружи голые. Глаза обычно длиннее висков. Третий промежуток надкрылий с двумя, редко с тремя щетинковыми парами.

## Систематика
В составе рода:
- Trechus rivularis (Gyllenhal, 1810)
- Trechus secalis (Paykull, 1790)
- Trechus austriacus Dejean, 1831
- Trechus fulvus Dejean, 1831
- Trechus obtusus Erichson, 1837
- Trechus quadristriatus (Schrank, 1781)
- Trechus rubens (Fabricius, 1792)
- Trechus subnotatus Dejean, 1831
- Trechus egorovi Belousov et Kabak, 1996